# Pólko (województwo lubuskie)
Pólko – wieś w Polsce, w województwie lubuskim, w powiecie zielonogórskim, w gminie Bojadła.
Do 2023 miejscowość była przysiółkiem wsi Kartno.
W latach 1975–1998 przysiółek położony był w województwie zielonogórskim.